# Dixieland (film 2015)
Dixieland è un film del 2015 scritto e diretto da Hank Bedford, con protagonisti Chris Zylka e Riley Keough.

## Trama
Da poco uscito di prigione, Kermit torna a casa sua in un parcheggio di roulotte in Mississippi. Mentre cerca di rimanere pulito e diventare un bravo ragazzo, si innamora di Rachel, la sua vicina di casa che lavora in uno stripclub per mantenere la madre malata. Kermit cerca di aiutarla ad uscire da una spirale di criminalità in cui rimasta intrappolata e assieme progettano di lasciare la città per una vita migliore.

## Distribuzione
Il film è stato presentato in anteprima al Tribeca Film Festival il 19 aprile 2015. Poco dopo IFC Films ha acquistato i diritti del film per la distribuzione negli Stati Uniti, che avverrà in edizione limitata e attraverso video on demand dall'11 dicembre 2015.